# Đại Hưng, Mỹ Đức
Đại Hưng là một xã thuộc huyện Mỹ Đức, thành phố Hà Nội, Việt Nam.

## Địa lý
Xã nằm ven sông Đáy, có diện tích 6,94 km², dân số năm 1999 là 6.716 người, mật độ dân số đạt 968 người/km².
Xã gồm có 3 thôn: Hà Xá, Trinh Tiết (Sêu), Thượng Tiết.
Xã có Đồi Hà (thuộc thôn Hà Xá, từng là cứ điểm quân sự quan trọng của thực dân Pháp khi chiếm đóng huyện Mỹ Đức.)